# Dercetina fruhstorferi
Dercetina fruhstorferi es una especie de insecto coleóptero de la familia Chrysomelidae.
Fue descrita científicamente en 1895 por Martin Jacoby.